# Farris (lac)
Pour les articles homonymes, voir Farris.
Farris, ou Farrisvannet, est un lac de Norvège avec une superficie de 21,14 km2. Il se situe entre les municipalités de Larvik, Porsgrunn et Siljan dans le comté de Vestfold og Telemark. Il se trouve à environ 22 mètres d'altitude.

## Description
Farris est un lac de barrage d'eau douce de 20 km de long près de la ville côtière norvégienne de Larvik. Le lac aurait été un fjord d'eau salée s'il n'avait pas été endigué par une moraine terminale laissée par la dernière période glaciaire. Farris se déverse dans la Farriselva, qui à Farriseidet à l'extrémité sud du lac traverse le Raet, puis la ville de Larvik jusqu'au Larviksfjorden.
Eikeren et Farris sont un réservoir d'eau potable pour quelque 200.000 personnes. On y trouve des îles, dont les plus grandes sont Bjørnøya , Eikenesøya et Flatøya.
La marque d'eau minérale Farris porte le nom du lac.

## Aires protégées
- La réserve naturelle de Middagskollen, créée en 2002, se situe au nord du lac[3].
- La réserve naturelle de Vemannsås, créée en 2002, se situe sue la rive est du lac[4]. Le but de la conservation est de préserver une zone forestière en tant qu'écosystème avec toute la vie végétale et animale naturelle.

## Galerie

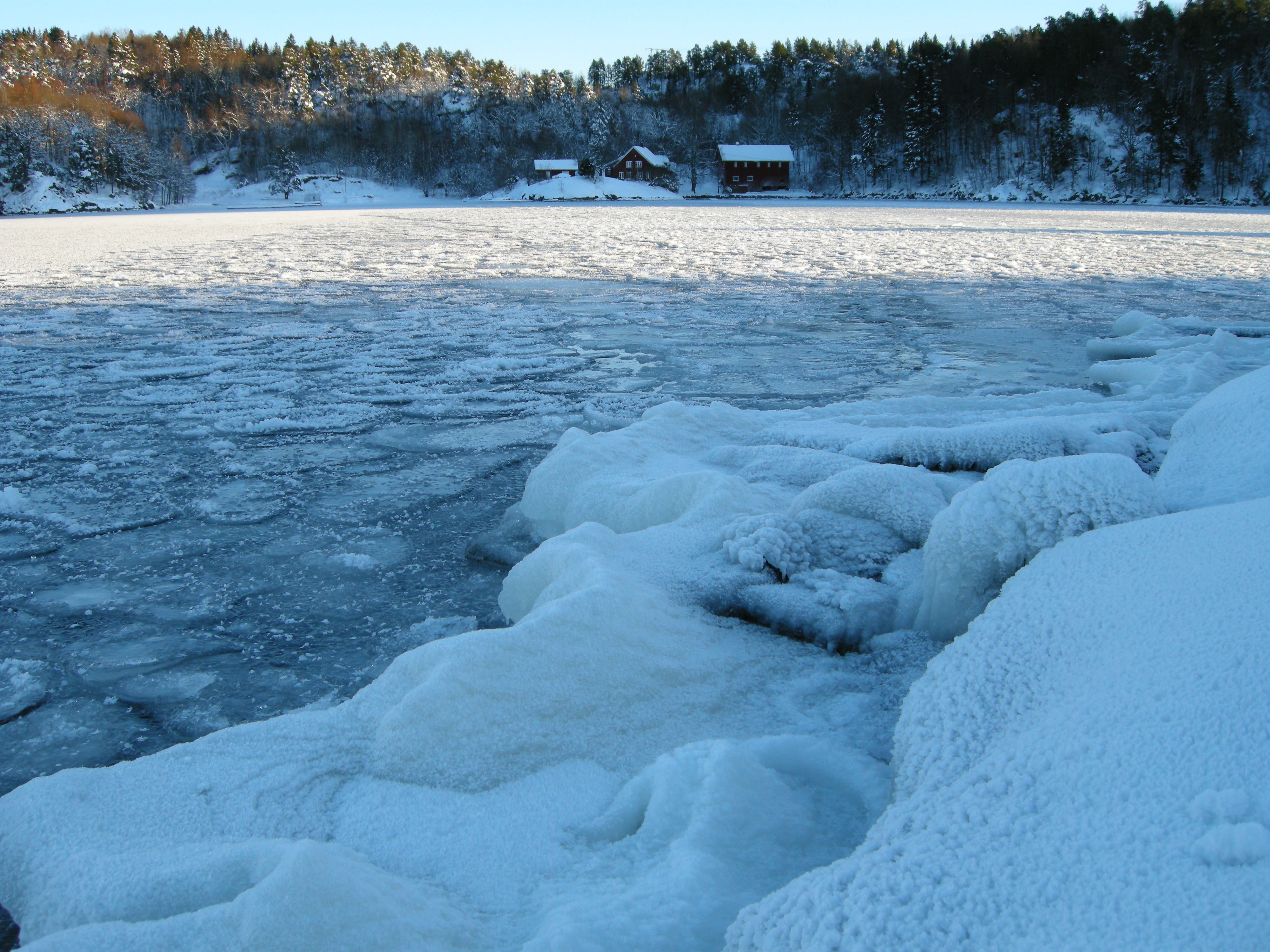
Le lac en hiver
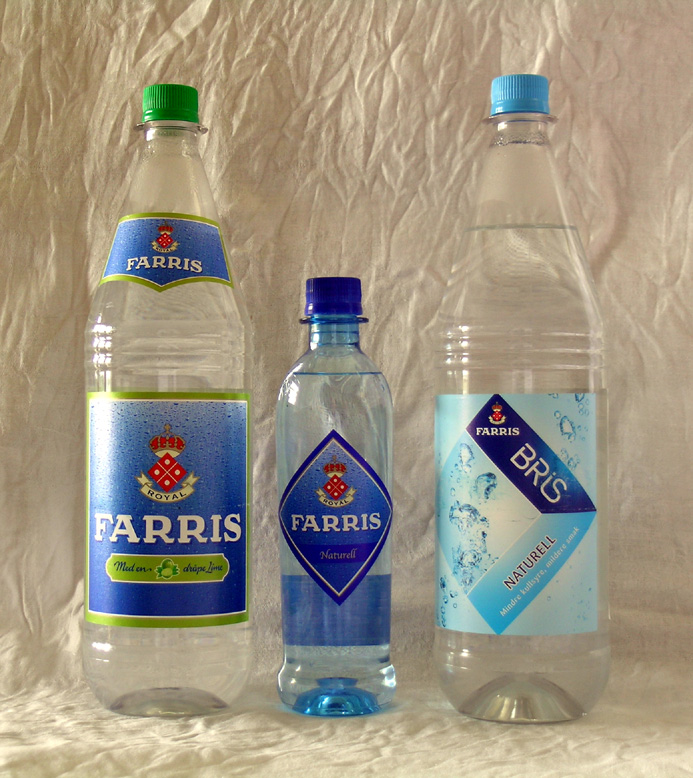
Eau minérale Farris